# Consejo Paralímpico de Malasia
El Consejo Paralímpico de Malasia (en malayo: Majlis Paralimpik Malaysia) es el comité paralímpico nacional que representa a Malasia. Esta organización es la responsable de las actividades deportivas paralímpicas en el país y lo representa ante el Comité Paralímpico Internacional. Fue fundado el 18 de mayo de 1989 como Consejo de Deportes Discapacitados de Malasia (Majlis Sukan Orang Cacat Malaysia), y en 1996 cambió de nombre para tomar el actual.